# ゲンナジー・コロトケビッチ
ゲンナジー・ウラジーミロヴィチ・コロトケビッチ（ベラルーシ語: Генадзь Уладзіміравіч Караткевіч、ベラルーシ語ラテン翻字: Gennady Vladimirovich Korotkevich、1994年9月25日 - ）は、ベラルーシ出身の競技プログラマ。
ハンドルネームであるtouristとしても知られる。国際情報オリンピックでの6大会連続金メダルや、2013年と2015年のACM国際大学対抗プログラミングコンテストでの優勝、Google Code Jamでの7大会連続優勝などの実績を持つ。

## 人物
1994年9月25日、ベラルーシ南東部のホメリに生まれる。両親は、ゴメリ州立大学数学科のプログラマであるウラジミール・コロトケビッチとリュドミラ・コロトケビッチである。6歳のとき、両親の仕事に興味を持つようになった。
2006年に11歳で国際情報オリンピック（IOI）の出場権を獲得し、最年少出場記録を大きく更新したことで注目された。初出場では銀メダルを獲得し、翌年の2007年から2012年まで6大会連続で金メダルを獲得した。2009年にプロヴディフで開催されたIOIで、当時14歳だったコロトケビッチは「いろいろ（戦略を）試してみて、その中のひとつが正解なんです。私は天才ではありません。単に得意なのです」と語っている。コンピューターに向かう時間は毎日3～4時間以内、趣味はサッカーと卓球だという。
2012年、ロシアへ移住し、サンクトペテルブルク国立情報技術・機械・光学大学（ITMO）へ入学。2013年、サンクトペテルブルクで開催された第37回ACM国際大学対抗プログラミングコンテストでITMOが上海交通大学、東京大学を抑えて優勝するのに貢献した。 2014年から2020年にかけてはGoogle Code Jamでも優勝した。
2017年のインタビューでは、Googleやヤンデックスから仕事のオファーを受けたが、それらを断り、代わりにITMOでコンピュータサイエンスの学位を取得し続けると述べている。
2022年1月現在、主要な競技プログラミングコンテストサイトであるCodeforces、CodeChef、Topcoder、AtCoder、HackerRankのいずれにおいても世界最高のレーティングを保持している。